# 普里希布 (克雷門丘克區)
49°3′9″N 33°43′51″E / 49.05250°N 33.73083°E
普里希布（羅馬化：Pryshyb）是烏克蘭中部波爾塔瓦州克雷门丘克区普里希布市镇内的村莊及該市鎮之行政中心。處於科別利亞喬克河畔，分別距離科別利亞喬克3公里和佩特拉什夫卡3.5公里，面積390平方公里，海拔高度68米，2001年人口997。